# (7811) Zhaojiuzhang
(7811) Zhaojiuzhang – planetoida z grupy pasa głównego asteroid okrążająca Słońce w ciągu 4 lat i 139 dni w średniej odległości 2,68 j.a. Została odkryta 23 lutego 1982 roku w Obserwatorium Astronomicznym Zijinshan w Xinglong. Nazwa planetoidy pochodzi od Zhao Jiuzhanga (1907-1968), chińskiego fizyka specjalizującego się w geofizyce i fizyce kosmosu. Przed nadaniem nazwy planetoida nosiła oznaczenie tymczasowe (7811) 1982 DT6.